# Mwaneaba

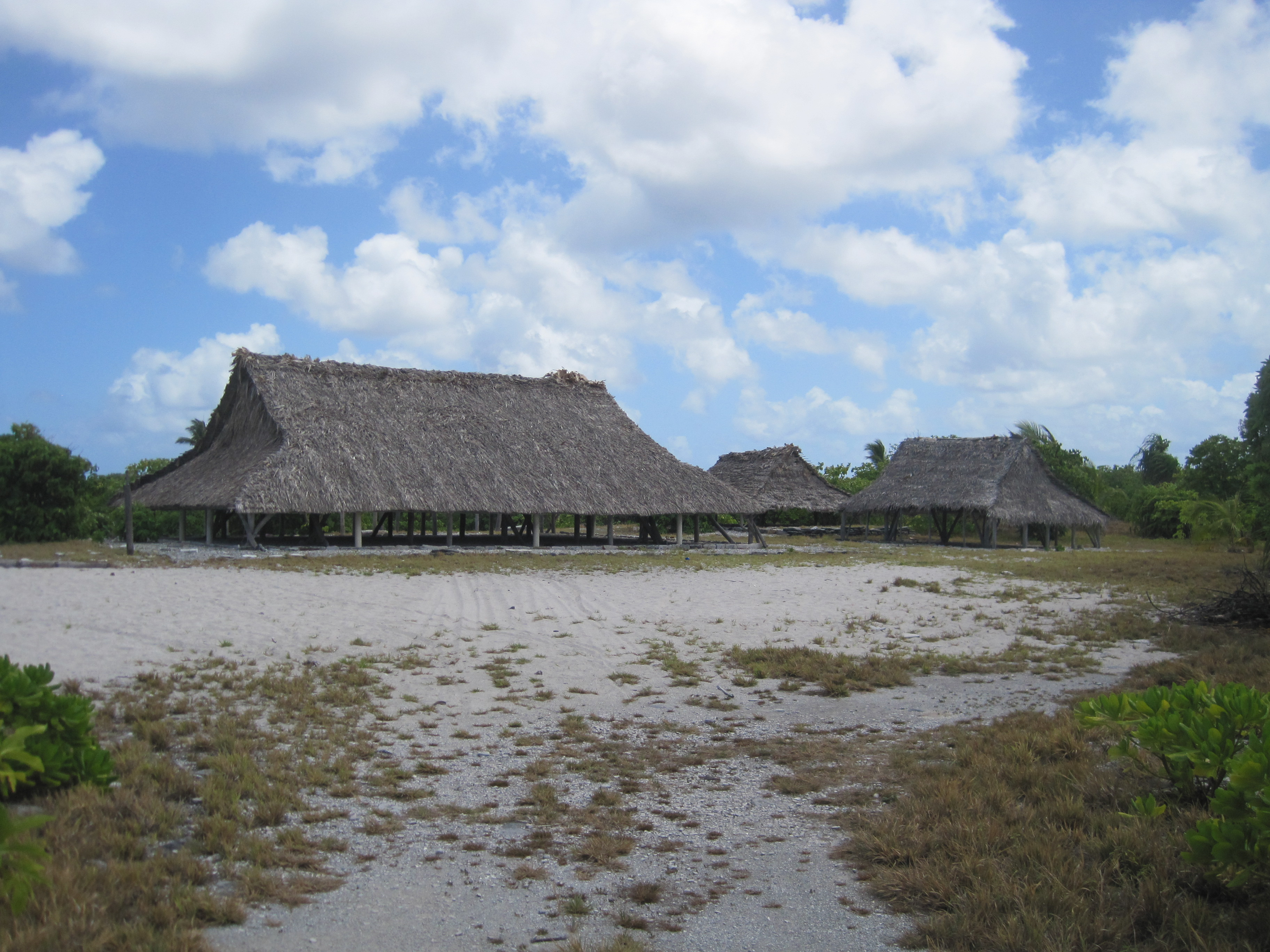
Maneaba traditionnelle à Babaroroa, atoll d'Arorae, Kiribati

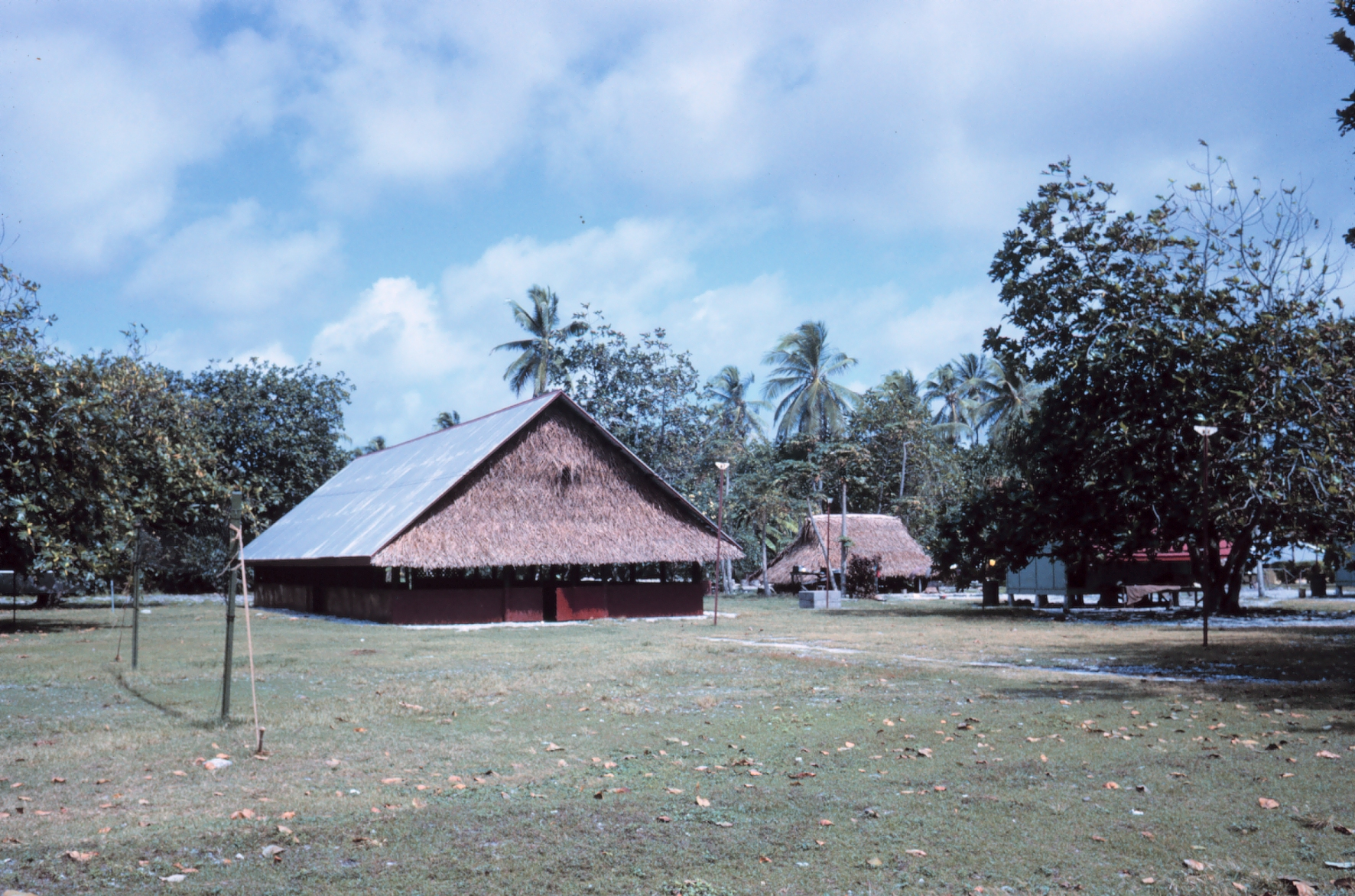
Mwaneaba à Teraina (île Washington).

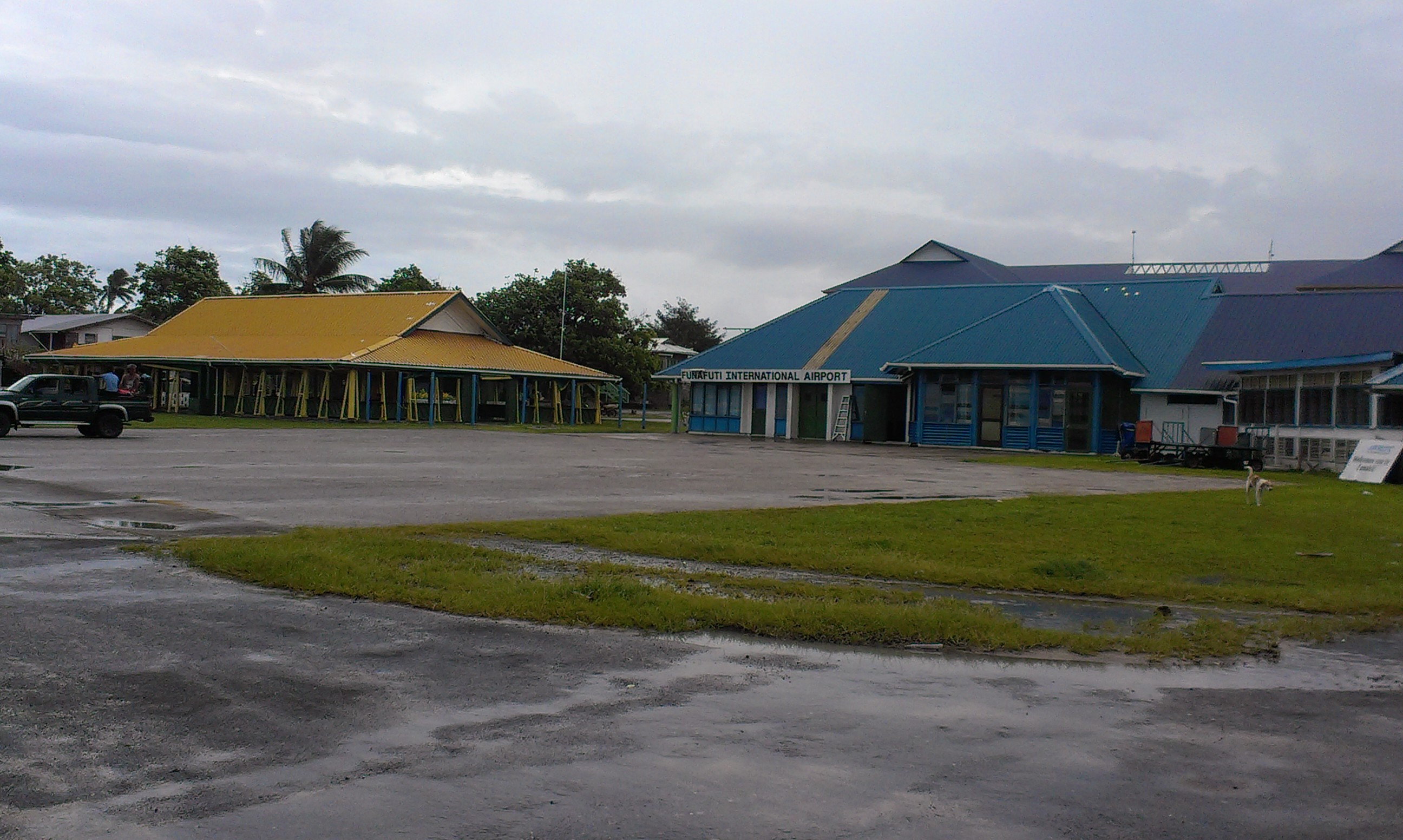
Une maneapa (à gauche) à côté de l'aéroport international de Funafuti, aux Tuvalu.

La maneaba (nouvelle graphie mwaneaba en gilbertin, maneapa en tuvaluan) est un type de bâtiment et un concept original des îles Gilbert devenues Kiribati, de la culture Tungaru. Ces constructions se sont diffusées également aux Tuvalu voisines, où elles portent le nom de « maneapa » et figurent sur les armoiries des Tuvalu.  Il en existe plusieurs par ville ou village (en général autant que de communautés religieuses différentes) et les règles qui y sont en vigueur sont contraignantes avec un positionnement précis des personnes en son intérieur et des règles de comportement. Il s'agit d'un lieu de réunion, de danse, de fête, et parfois de repos et d'asile. Ceux qui n'ont pas de foyer peuvent y vivre. Le premier à décrire la mwaneaba dans une langue occidentale (qu'il écrit « maniap », selon la prononciation approximative de l'anglais) est Robert Louis Stevenson en 1888.
Le Parlement des Kiribati porte le nom de Maneaba ni Maungatabu (Maneaba de la Montagne Sacrée).

## Description
Une mwaneaba est une construction sacrée et la maison commune de la communauté. Structure imposante en général rectangulaire et ouverte sur les côtés, elle est traditionnellement construite avec des dalles de corail soutenant un immense toit formé de bois de cocotier, maintenu par un cordage de fibre de coco et recouvert de feuilles de pandanus. Ce toit peut descendre jusqu'à 1,20 m du sol, on ne peut donc y pénétrer qu'en se baissant. Toute la communauté est impliquée dans sa construction et chaque aspect de la mwaneaba a une fonction symbolique aussi bien que pratique.